# Marjorie Lord
Pour les articles homonymes, voir Lord.
Marjorie Wollenberg — née le 26 juillet 1918 à San Francisco (Californie) et décédée le 28 novembre 2015 à Beverly Hills (Californie) — est une actrice américaine, connue sous le nom de scène de Marjorie Lord.

## Biographie
Au théâtre, elle joue notamment à Broadway (New York), où elle débute en 1935 dans The Old Maid (en) de Zoe Akins et Edith Wharton (avec Jessie Royce Landis). Suivent ensuite quatre autres pièces jusqu'en 1967, dont Aniversary Waltz de Jerome Chodorov et Joseph Fields (1954-1955, avec Andrew Duggan).
Au cinéma, Marjorie Lord contribue à trente-deux films américains sortis à partir de 1937, dont Sherlock Holmes à Washington de Roy William Neill (1943, avec Basil Rathbone et Nigel Bruce), Jour de chance de Frank Capra (1950, avec Bing Crosby et Coleen Gray) et Quel numéro ce faux numéro ! de George Marshall (son dernier film, 1966, avec Bob Hope et Elke Sommer).
À la télévision, elle apparaît dans six téléfilms diffusés entre 1953 et 1988 (dernier prestation à l'écran), ainsi que dans trente-huit séries dès 1947. Mentionnons The Lone Ranger (deux épisodes, 1950-1955), Make Room for Daddy (en) (deux-cent-vingt-huit épisodes, 1957-1964, où elle partage la vedette avec Danny Thomas), L'Île fantastique (un épisode, 1978) et Sweet Surrender (sa dernière série, trois épisodes, 1987).
Son premier mari — de 1941 à 1957 (divorce) — est l'acteur John Archer (1915-1999) qui joue à ses côtés dans le film Sherlock Holmes à Washington. De leur union sont nés deux enfants, dont l'actrice Anne Archer (1947-), avec laquelle Marjorie Lord tourne le téléfilm Le Pirate (en) de Ken Annakin (1978).
Depuis 1960, pour sa contribution à la télévision, une étoile lui est dédiée sur le Walk of Fame d'Hollywood Boulevard.

## Théâtre à Broadway (intégrale)
- 1935 : The Old Maid, adaptation par Zoe Akins de la nouvelle éponyme d'Edith Wharton : Tina (remplacement)
- 1935 : Signature d'Elizabeth McFadden : Nora Davisson
- 1946 : Little Brown Jug de Marie Baumer : Carol Barlow
- 1954-1955 : Anniversary Waltz de Jerome Chodorov et Joseph Fields, mise en scène de Moss Hart : Alice Walters (remplacement)
- 1967 : The Girl in the Freudian Slip de William F. Brown, mise en scène de Marc Daniels : Paula Maugham

## Filmographie partielle

### Cinéma
- 1937 : On Again-Off Again d'Edward F. Cline
- 1937 : Forty Naughty Girls d'Edward F. Cline : June Preston
- 1937 : Vol de zozos (High Flyers) d'Edward F. Cline
- 1938 : Pensionnat de jeunes filles (Girls' School) de John Brahm : Nan
- 1942 : Clair de lune à La Havane (Moonlight in Havana) d'Anthony Mann : Patsy Clark
- 1943 : Obsessions (Flesh and Fantasy) de Julien Duvivier : Justine
- 1943 : Sherlock Holmes à Washington (Sherlock Holmes in Washington) de Roy William Neill : Nancy Partridge
- 1943 : Johnny le vagabond (Johnny Come Lately) de William K. Howard : Jane
- 1947 : La Nouvelle-Orléans (New Orleans) d'Arthur Lubin : Grace Voiselle
- 1948 : The Strange Mrs. Crane de Sam Newfield : Gina Crane / Jenny Hadley
- 1949 : Air Hostess de Lew Landers : Jennifer White
- 1950 : Jour de chance (Riding High) de Frank Capra : Mary Winslow
- 1953 : Rebel City de Thomas Carr : Jane Dudley
- 1954 : Port of Hell d'Harold D. Schuster : Kay Walker
- 1966 : Quel numéro ce faux numéro ! (Boy, Did I Get a Wrong Number!) de George Marshall : Mme Martha Meade

### Télévision
Séries
- 1950 : The Lone Ranger
  - Saison 1, épisode 35 Bullets for Ballots (1950) : Kitty McQueen
  - Saison 4, épisode 25 The Law Lady (1955) d'Oscar Rudolph : Shérif Clare Lee
- 1951 : Les Aventures de Kit Carson (The Adventures of Kit Carson), saison 1, épisode 17 The Return of Trigger Dawson de Lew Landers : Alice Kincade
- 1957 : La Grande Caravane (Wagon Train), saison 1, épisode 1 The Willy Moran Story d'Herschel Daugherty : Mary Palmer
- 1957-1964 : Make Room for Daddy, saisons 4 à 11, 228 épisodes : Kathy Williams
- 1978 : L'Île fantastique (Fantasy Island), saison 1, épisode 6 Le Piège / Le Vaudou (Family Reunion / Voodoo) de George McCowan : Beth Shane
- 1980 : La croisière s'amuse (The Love Boat), saison 3, épisode 17 Du rythme, toujours du rythme (April's Love / Happy Ending / We Three) : Martha Rogers
- 1987 : Sweet Surrender, saison unique, épisode 1 The Big Seven, épisode 3 The Holdens Go to Dinner de Jack Shea et épisode 6 Sexual Diversity in Philadelphia : Joyce Holden

Téléfilms
- 1975 : The Missing Are Deadly de Don McDougall : Mme Robertson
- 1978 : Le Pirate (The Pirate) de Ken Annakin : Mme Mason
- 1988 : Side by Side de Jack Bender : rôle non spécifié